# باتريك أ. مالون
باتريك أ. مالون (بالإنجليزية: Patrick A. Malone)‏ هو محامي وكاتب أمريكي، ولد في 1951.